# Kill 'Em All
Kill 'Em All je první album thrash metalové skupiny Metallica. Původně se deska měla jmenovat Metal Up Your Ass, ale s tím nahrávací společnost nesouhlasila. Konečný název byl zvolen nejspíš v reakci na odmítavé postoje nahrávací společnosti k původně plánovanému názvu. Album bylo znovu vydáno v Kanadě roku 1988, kde se na něm navíc objevily skladby Am I Evil? a Blitzkrieg.
Skladbu The Four Horsemen původně napsal Dave Mustaine a měla název "The Mechanix". Metallica jí často hrála na prvních koncertech. Po Mustaineově vyhazovu přidal Kirk pomalou, melodickou střední sekci a kapela ji přejmenovala na The Four Horsemen. Mustaine ponechal zrychlenou verzi této skladby, vypustil "The" z názvu a dostala se na první album Megadeth, Killing Is My Business… and Business Is Good! jako "Mechanix". I na jiných skladbách jako "Hit the Lights", "Phantom Lord", "Metal Militia" a "Jump In the Fire" je velký Mustainův podíl, který Metallica použila na album i přes jeho zákaz. Mustainův podíl na skladbách byl uznán až po urovnání vztahů.

## Seznam skladeb
Všechny texty napsal James Hetfield.
| Pořadí | Název                                       | Hudba                                | Délka |
| ------ | ------------------------------------------- | ------------------------------------ | ----- |
| 1.     | Hit the Lights                              | Hetfield, Lars Ulrich, Dave Mustaine | 4:17  |
| 2.     | The Four Horsemen                           | Hetfield, Ulrich, Mustaine           | 7:13  |
| 3.     | Motorbreath                                 | Hetfield                             | 3:08  |
| 4.     | Jump in the Fire                            | Hetfield, Ulrich, Mustaine           | 4:41  |
| 5.     | (Anesthesia) Pulling Teeth (instrumentální) | Cliff Burton                         | 4:14  |
| 6.     | Whiplash                                    | Hetfield, Ulrich                     | 4:09  |
| 7.     | Phantom Lord                                | Hetfield, Ulrich, Mustaine           | 5:01  |
| 8.     | No Remorse                                  | Hetfield, Ulrich                     | 6:26  |
| 9.     | Seek & Destroy                              | Hetfield, Ulrich                     | 6:55  |
| 10.    | Metal Militia                               | Hetfield, Ulrich, Mustaine           | 5:11  |

1. "Am I Evil" (původně od Diamond Head) – 7:51 [pouze na znovuvydání z roku 1988]
2. "Blitzkrieg" (původně od Blitzkrieg) – 3:34 [pouze na znovuvydání z roku 1988]

## Sestava
- James Hetfield – kytara, zpěv
- Lars Ulrich – bicí
- Cliff Burton – baskytara
- Kirk Hammett – kytara (během nahrávání)
- Dave Mustaine – kytara (během skládání)

- Jon Zazula – produkce
- Paul Curcio – produkce
- Chris Bubacz – režie
- Andy Wroblewski – pomocná režie
- Alex Perialas, Bob Ludwig – mastering
- George Marino – remastering
- Ron McGovney – podíl na skladbách